# Ford Cougar
La Ford Cougar è un'autovettura coupé che costituisce il tentativo di Ford di dare alla luce, per il mercato europeo, un successore naturale dell'altrettanto sportiva Ford Capri, mentre deve il proprio nome all'illustre "muscle car" americana Mercury Cougar.

## Il contesto
Il tentativo di vendere un'autovettura di questa tipologia sul mercato europeo (Italia esclusa), venne già effettuato in precedenza con la Ford Probe, fornita con le stesse motorizzazioni (L4 2.0 e V6 2.5). La Cougar venne disegnata con una linea orientaleggiante, simile a quella della vetture giapponesi.
Con un corpo vettura da grande coupé lungo 4,70 metri e largo 1,77 metri e lo stile "new edge" inaugurato da Ford a partire dal modello Ka, la Cougar può essere considerata la sorella maggiore della Ford Puma. La carrozzeria era a 3 porte con 4 posti e il bagagliaio poteva essere aumentato dai 410 litri con i posti in uso ai 930 abbattendo il divano posteriore.
Proprio come la Capri, la quale venne realizzata a partire dal disegno della Cortina, la Cougar venne costruita sulla base dell'auto di media grandezza disponibile all'epoca, la Mondeo, utilizzando però il pianale della versione station wagon, che a differenza di quello della tre volumi consentiva un più sportivo design della zona posteriore dell'auto.
La Ford Cougar venne introdotta nel mercato mondiale nel dicembre del 1998 (negli Stati Uniti sotto il marchio Mercury) e uscì definitivamente di produzione nel 2002. In Italia venne distribuita a partire dal secondo semestre del 1999 e abbandonò il mercato nella metà del 2001, con circa 1200 esemplari venduti.

### Restyling 2001

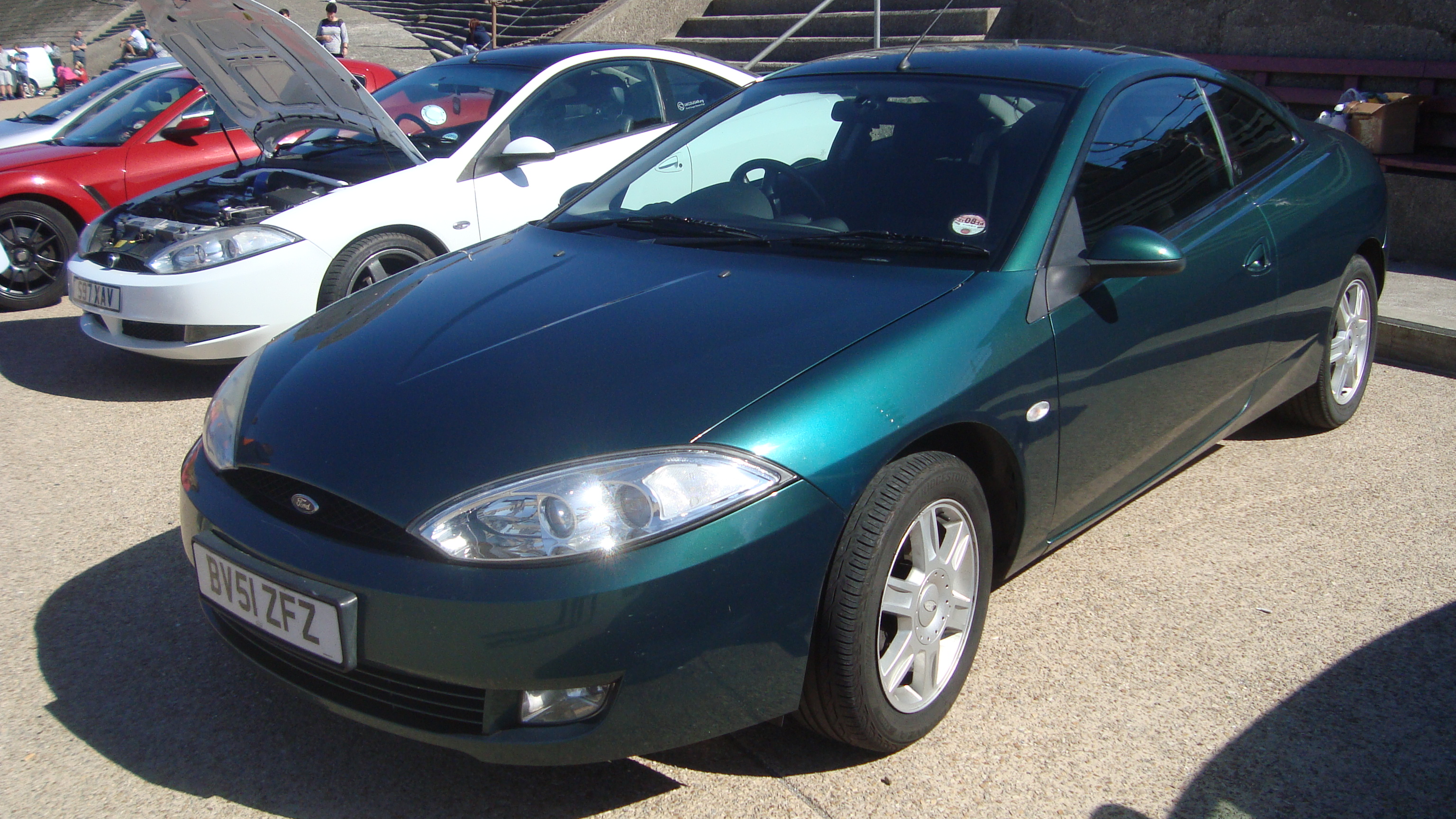
Ford Cougar 2.5 V6 24V restyling 2001

Solo in America, dato il successo del veicolo, nel tardo 2001 viene presentato il primo e unico restyling denominato C2 (Cougar 2), che riguardava in particolare un aggiornamento della fanaleria anteriore, la modifica della griglia anteriore (venne adottata quella europea a "nido d'ape") con l'aggiunta del logo "Cougar" rivisto in stile "minimalista", una modifica sostanziosa della zona inferiore dei paraurti anteriore e posteriore, l'implementazione di nuovi cerchi Cougar da 17", interni con plastiche total black e rifiniture cromate, implementazione di nuove colorazioni per la carrozzeria, nuova strumentazione a sfondo blu in stile Mondeo ST200,  sostituzione del volante con uno più moderno (di derivazione Mondeo ST220) mentre i sedili assunsero invece una livrea bicolore.
Durante l'arco di produzione del modello videro la luce veicoli aggiornati con diversi pacchetti speciali: Mercury Cougar Special Edition il primo, seguito dal modello più sportivo Roush Edition (prodotto in soli 112 esemplari, considerata la più rara tra le Cougar di ultima generazione) che sono realizzati sul modello base, mentre Mercury Cougar ZN, Mercury Cougar XR e Mercury Cougar 35th Anniversary sono basati invece sul nuovo restyling C2.
In Italia la Cougar venne venduta in una sola versione, dotata di motore Duratec da 2,5 litri, mentre in Germania e in Inghilterra venne venduta anche con un 2 litri Zetec. Per questi mercati venne anche realizzata una versione speciale da 205 CV in tiratura limitata, denominata ST200, con diverse modifiche effettuate da SVT (Special Vehicle Team). Tutte le versioni avevano in comune un cambio a 5 marce e la trazione anteriore. Nel mercato Italiano non è mai stata introdotta la versione più diffusa oltreoceano, dotata di cambio automatico a 4 rapporti.

## Caratteristiche tecniche

### Motore V6 2,5l
(Prima versione, derivata da Mondeo/Contour 2.5, fino 1999)
- Cilindrata: 2.544 cm³ Rapporto Compressione 9,4:1
- Potenza: 125 kW (170 CV) a 6.250 giri/min
- Coppia motrice: 220 N m a 4.250 giri/min
- Accelerazione 0-100 km/h: 8,6 sec
- Velocità massima: 225 km/h

(Seconda versione, derivata da ST Cougar/Mondeo/Contour 2.5, da fine 1999 a 2001 e successive)
- Cilindrata: 2.498 cm³ Rapporto Compressione 10:1
- Potenza: 125 kW (170 CV) a 6.250 giri/min
- Coppia motrice: 220 N m a 4.250 giri/min
- Accelerazione 0-100 km/h: 8,6 sec
- Velocità massima: 225 km/h

### Motore R4 2,0l
- Cilindrata: 1.988 cm³
- Potenza: 96 kW (130 CV) a 5.600 giri/min
- Coppia motrice: 178 N m a 4.000 giri/min
- Accelerazione 0-100 km/h: 10,3 sec
- Velocità massima: 209 km/h

### Extra
Un "X-Pack" era disponibile nelle motorizzazioni maggiori e includeva sedili anteriori riscaldabili in pelle, con aggiustamento elettrico per il sedile del guidatore, e una radio Ford RDS6000 con sei altoparlanti e vano cd da 6 slot. Disponibili con un costo extra e non inclusi nell'"X-Pack" erano disponibili parabrezza riscaldabile, tetto apribile e vernice metallizzata.

### Sicurezza
Il kit standard di sicurezza includeva airbags per guidatore, passeggero e laterali, più freni ABS e cinture che riducevano danni al petto. Erano anche inclusi immobilizzatore del motore, controllo remoto centrale, antifurto e doppio sistema di bloccaggio.